# Historia de la contaminación ambiental
La historia de la contaminación ambiental rastrea los sistemas ecológicos dominados por los humanos desde las primeras civilizaciones hasta la actualidad. Esta historia se caracteriza por el aumento del éxito regional de una sociedad en particular, seguido de crisis que fueron resueltas, produciendo sustentabilidad, o no, conduciendo al declive.  En la historia humana temprana, el uso del fuego y el deseo de alimentos específicos pueden haber alterado la composición natural de las comunidades de plantas y animales. Hace entre 8.000 y 12.000 años surgieron comunidades agrarias que dependían en gran medida de su entorno y de la creación de una "estructura de permanencia".
La revolución industrial occidental de los siglos XVIII y XIX aprovechó el enorme potencial de crecimiento de la energía de los combustibles fósiles. El carbón se utilizó para impulsar motores cada vez más eficientes y más tarde para generar electricidad. Los modernos sistemas de saneamiento y los avances en medicina protegieron a grandes poblaciones de enfermedades. A mediados del siglo XX, un movimiento ecologista reunido señaló que había costos ambientales asociados con los muchos beneficios materiales que ahora se disfrutaban. A fines del siglo XX, los problemas ambientales adquirieron una escala global. Las crisis energéticas de 1973 y 1979 demostraron hasta qué punto la comunidad mundial se había vuelto dependiente de los recursos energéticos no renovables. Para la década de 1970, la huella ecológica de la humanidad superó la capacidad de carga de la tierra, por lo que el modo de vida de la humanidad se volvió insostenible. En el siglo XXI, existe una creciente conciencia global sobre la amenaza que representa el cambio climático global, producido en gran parte por la quema de combustibles fósiles. Otra gran amenaza es la pérdida de biodiversidad, causada principalmente por el cambio de uso del suelo.

## Civilizaciones tempranas

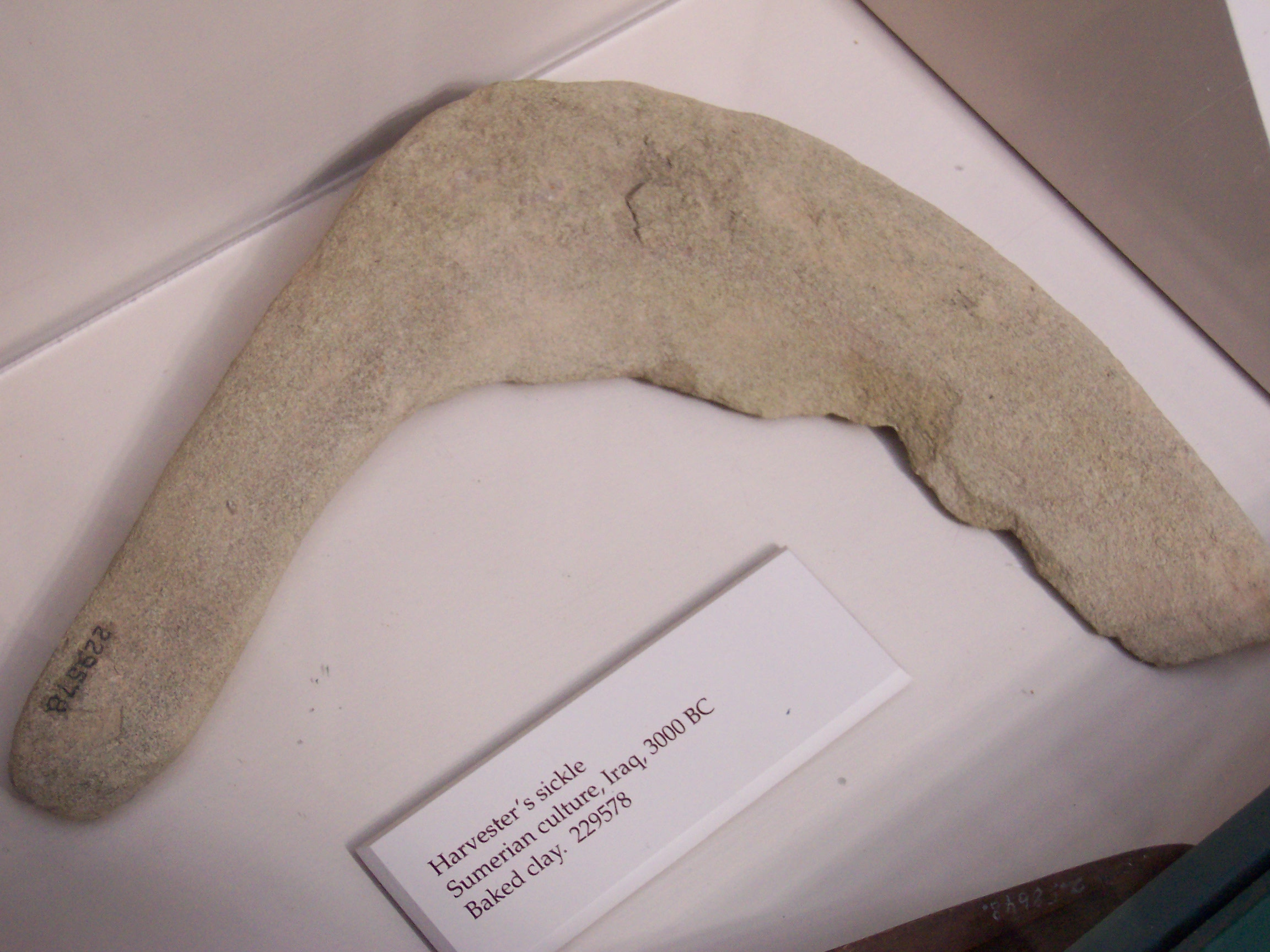
Hoz de cosechador sumeria, 3000 a. C. hecha de arcilla cocida

En la historia humana temprana, aunque las demandas de energía y otros recursos de los cazadores-recolectores nómadas eran pequeñas, el uso del fuego y el deseo de alimentos específicos pueden haber alterado la composición natural de las comunidades de plantas y animales. Hace entre 8.000 y 10.000 años, la agricultura surgió en varias regiones del mundo. Las comunidades agrarias dependían en gran medida de su entorno y de la creación de una "estructura de permanencia". Las sociedades que superaron su suministro local de alimentos o que agotaron los recursos críticos avanzaron o se enfrentaron al colapso.
La evidencia arqueológica sugiere que las primeras civilizaciones surgieron en Sumeria, en el sur de Mesopotamia (ahora Irak) y Egipto, ambos datan de alrededor del 3000 a. Para el año 1000 a. C. también se establecieron civilizaciones en el valle del Indo, China, México, Perú y en partes de Europa. Sumeria ilustra cuestiones centrales para la sostenibilidad de la civilización humana. Las ciudades sumerias practicaron una agricultura intensiva durante todo el año desde 5.300 a. C. El excedente de alimentos almacenables creado por esta economía permitió que la población se asentara en un lugar en lugar de migrar en busca de alimentos silvestres y pastos. También permitió una densidad de población mucho mayor. El desarrollo de la agricultura en Mesopotamia requirió muchos trabajadores para construir y mantener su sistema de riego. Esto, a su vez, condujo a la jerarquía política, la burocracia y la sanción religiosa, junto con ejércitos permanentes para proteger la civilización emergente. La agricultura intensificada permitió el aumento de la población, pero también condujo a la deforestación en las áreas río arriba con las consiguientes inundaciones y exceso de riego, lo que elevó la salinidad del suelo. Si bien hubo un cambio del cultivo de trigo a la cebada más tolerante a la sal, los rendimientos siguieron disminuyendo. Finalmente, la disminución de la producción agrícola y otros factores llevaron al declive de la civilización. Desde el 2100 a. C. hasta el 1700 a. C. se estima que la población se redujo en casi un sesenta por ciento. Las civilizaciones que se cree que finalmente cayeron debido a la mala gestión de los recursos incluyen a los mayas, los anasazi y los habitantes de la isla de Pascua, entre muchos otros. En contraste, existían comunidades estables de agricultores itinerantes y horticultores en Nueva Guinea y América del Sur, y grandes comunidades agrarias en China, India y otros lugares han cultivado en las mismas localidades durante siglos. Algunas culturas polinesias han mantenido comunidades estables entre 1000 y 3000 años en islas pequeñas con recursos mínimos utilizando rahui  y kaitiakitanga para controlar la presión humana sobre el medio ambiente. En Sri Lanka, las reservas naturales establecidas durante el reinado del rey Devanampiyatissa y que datan del año 307 a. C. se dedicaron a la sostenibilidad y la convivencia armoniosa con la naturaleza.

## Surgimiento de las sociedades industriales

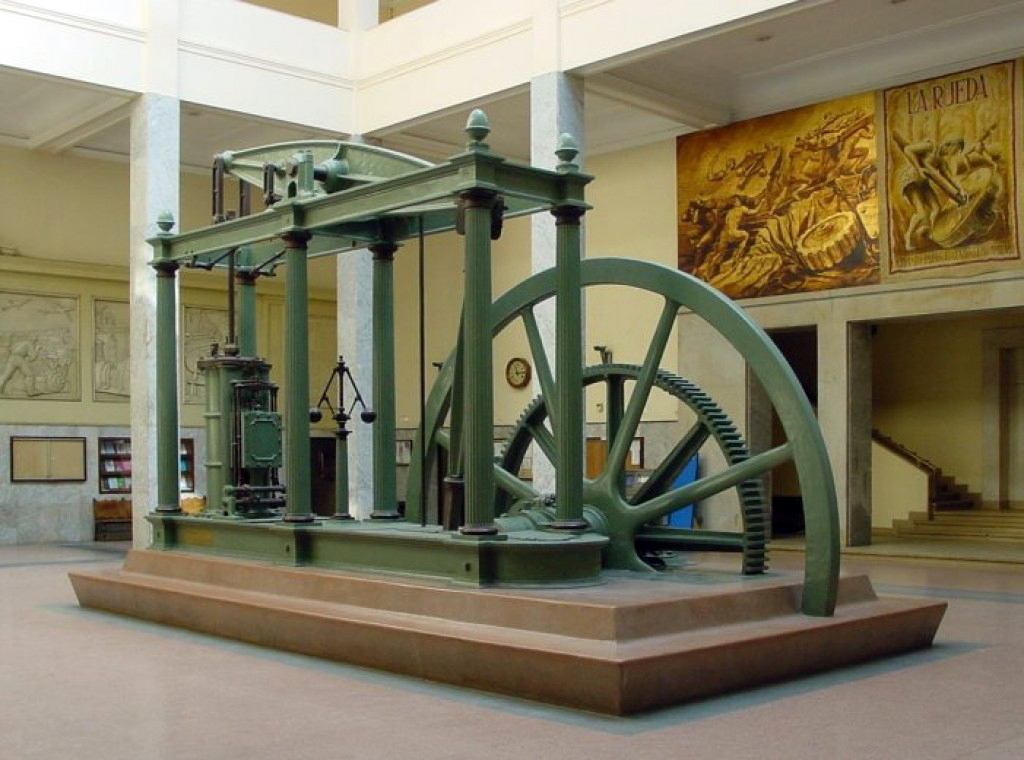
Una máquina de vapor Watt, la máquina de vapor alimentada principalmente por carbón que impulsó la Revolución Industrial en Gran Bretaña y el mundo.

Los avances tecnológicos durante varios milenios dieron a los humanos un control cada vez mayor sobre el medio ambiente. Pero fue la revolución industrial occidental de los siglos XVIII y XIX la que aprovechó el enorme potencial de crecimiento de la energía de los combustibles fósiles. El carbón se utilizó para impulsar motores cada vez más eficientes y más tarde para generar electricidad. Los modernos sistemas de saneamiento y los avances en medicina protegieron a grandes poblaciones de enfermedades. Tales condiciones llevaron a una explosión demográfica humana y un crecimiento industrial, tecnológico y científico sin precedentes que ha continuado hasta el día de hoy, marcando el comienzo de un período de influencia humana global conocido como el Antropoceno. De 1650 a 1850, la población mundial se duplicó de alrededor de 500 millones a 1000 millones de personas.
Algunos economistas políticos de la Ilustración y el movimiento romántico del siglo XIX expresaron preocupaciones sobre los impactos ambientales y sociales de la industria. El reverendo Thomas Malthus, ideó teorías catastróficas y muy criticadas sobre la "superpoblación", mientras que John Stuart Mill previó la conveniencia de una economía de "estado estacionario", anticipando así las preocupaciones de la disciplina moderna de la economía ecológica. A finales del siglo XIX , Eugenius Warming fue el primer botánico en estudiar las relaciones fisiológicas entre las plantas y su entorno, anunciando la disciplina científica de la ecología.

## Principios delsigloXX
Para el siglo XX, la revolución industrial había llevado a un aumento exponencial en el consumo humano de recursos. El aumento de la salud, la riqueza y la población se percibía como un simple camino de progreso. Sin embargo, en la década de 1930, los economistas comenzaron a desarrollar modelos de gestión de recursos no renovables (ver la regla de Hotelling) y la sostenibilidad del bienestar en una economía que utiliza recursos no renovables (regla de Hartwick).
La ecología ahora había ganado una aceptación general como disciplina científica y se estaban explorando muchos conceptos vitales para la sostenibilidad. Estos incluían: la interconexión de todos los sistemas vivos en un solo sistema planetario vivo, la biosfera ; la importancia de los ciclos naturales (de agua, nutrientes y otros productos químicos, materiales, desechos); y el paso de la energía a través de los niveles tróficos de los sistemas vivos.

## Mediados delsigloXX: ambientalismo
Después de las privaciones de la gran depresión y la Segunda Guerra Mundial, el mundo desarrollado entró en un nuevo período de crecimiento escalonado, una "gran aceleración... un aumento en la empresa humana que ha marcado enfáticamente a la humanidad como una fuerza geofísica global" posterior a la década de 1950.  Un movimiento ecologista reunido señaló que había costos ambientales asociados con los muchos beneficios materiales que ahora se disfrutaban. Las innovaciones en tecnología (incluidos los plásticos, los productos químicos sintéticos, la energía nuclear) y el uso cada vez mayor de combustibles fósiles estaban transformando la sociedad. La agricultura industrial moderna, la " Revolución Verde ", se basó en el desarrollo de fertilizantes, herbicidas y pesticidas sintéticos que tuvieron consecuencias devastadoras para la vida silvestre rural, como lo documentó la bióloga marina, naturalista y ambientalista estadounidense Rachel Carson en Silent Spring (1962).
En 1956, la teoría del pico del petróleo del geocientífico estadounidense M. King Hubbert predijo un pico inevitable de producción de petróleo, primero en los Estados Unidos (entre 1965 y 1970), luego en regiones sucesivas del mundo, con un pico global esperado a partir de entonces. En la década de 1970, la preocupación del ecologismo por la contaminación, la explosión demográfica, el consumismo y el agotamiento de los recursos finitos encontró expresión en Small Is Beautiful , del economista británico EF Schumacher en 1973, y The Limits to Growth publicado por el grupo de expertos global Club of Rome., en 1975.

## Finales delsigloXX
Los problemas ambientales se estaban volviendo globales en escala. Las crisis energéticas de 1973 y 1979 demostraron hasta qué punto la comunidad mundial se había vuelto dependiente de un recurso no renovable; El presidente Carter en su discurso sobre el estado de la Unión llamó a los estadounidenses a "conservar energía. Eliminar residuos. Haga de 1980 un año de conservación de energía". Mientras que el mundo desarrollado estaba considerando los problemas del desarrollo sin control, los países en desarrollo, enfrentados a la pobreza y las privaciones continuas, consideraban que el desarrollo era esencial para elevar el nivel de vida de sus pueblos. En 1980, la Unión Internacional para la Conservación de la Naturaleza había publicado su influyente Estrategia Mundial de Conservación, seguida en 1982 por su Carta Mundial para la Naturaleza , que llamó la atención sobre el declive de los ecosistemas del mundo.
En 1987, la Comisión Mundial sobre Medio Ambiente y Desarrollo de las Naciones Unidas (la Comisión Brundtland), en su informe Nuestro futuro común, sugirió que el desarrollo era aceptable, pero que debía ser un desarrollo sostenible que satisficiera las necesidades de los pobres sin aumentar los problemas ambientales. La demanda de la humanidad sobre el planeta se ha más que duplicado en los últimos 45 años como resultado del crecimiento de la población y el aumento del consumo individual. En 1961 casi todos los países del mundo tenían capacidad más que suficiente para satisfacer su propia demanda; en 2005, la situación había cambiado radicalmente y muchos países solo podían satisfacer sus necesidades importando recursos de otras naciones. Surgió un movimiento hacia una vida sostenible mediante el aumento de la conciencia pública y la adopción del reciclaje y las energías renovables. El desarrollo de fuentes renovables de energía en las décadas de 1970 y 1980, principalmente en turbinas eólicas y fotovoltaicas y un mayor uso de la hidroelectricidad, presentó algunas de las primeras alternativas sostenibles a la generación de combustibles fósiles y energía nuclear, la primera energía solar y eólica a gran escala. plantas que aparecieron durante las décadas de 1980 y 1990. También en este momento muchos gobiernos locales y estatales en países desarrollados comenzaron a implementar políticas de sostenibilidad a pequeña escala.

## sigloXXI: conciencia global
A través del trabajo de los científicos del clima en el IPCC, existe una mayor conciencia global sobre la amenaza que representa el cambio climático global, producido en gran parte por la quema de combustibles fósiles. En marzo de 2009, el Consejo Climático de Copenhague, un equipo internacional de destacados científicos del clima, emitió una declaración enérgica: "El sistema climático ya se está moviendo más allá de los patrones de variabilidad natural dentro de los cuales nuestra sociedad y economía se han desarrollado y prosperado. Estos parámetros incluyen la temperatura superficial media mundial, el aumento del nivel del mar, la dinámica de los océanos y la capa de hielo, la acidificación de los océanos y los fenómenos climáticos extremos. Existe un riesgo significativo de que muchas de las tendencias se aceleren, lo que conducirá a un riesgo cada vez mayor de cambios climáticos abruptos o irreversibles". 
La economía ecológica ahora busca cerrar la brecha entre la ecología y la economía neoclásica tradicional:  proporciona un modelo económico ético e inclusivo para la sociedad. Una plétora de nuevos conceptos para ayudar a implementar y medir la sustentabilidad son cada vez más aceptados, incluidos el movimiento sin automóviles, el crecimiento inteligente (entornos urbanos más sustentables), la evaluación del ciclo de vida (el análisis de la cuna a la cuna del uso de recursos y el impacto ambiental durante la vida). ciclo de un producto o proceso), análisis de la huella ecológica, construcción ecológica, desmaterialización (aumento del reciclaje de materiales), descarbonización (eliminación de la dependencia de los combustibles fósiles) y mucho más.
El trabajo de Bina Agarwal y Vandana Shiva, entre muchos otros, ha traído algo de la sabiduría cultural de las sociedades agrarias sostenibles tradicionales al discurso académico sobre la sostenibilidad, y también lo ha combinado con los principios científicos modernos. En 2009, la Agencia de Protección Ambiental de los Estados Unidos determinó que los gases de efecto invernadero "ponen en peligro la salud y el bienestar públicos" del pueblo estadounidense al contribuir al cambio climático y causar más olas de calor, sequías e inundaciones, y amenazar el suministro de alimentos y agua. Entre los años 2016 y 2018, Estados Unidos experimentó un aumento del 5,7 % del promedio anual de partículas finas, lo que ayuda a cuantificar la calidad del aire ambiental. Las tecnologías que avanzan rápidamente ahora brindan los medios para lograr una transición de las economías, la generación de energía, la gestión del agua y los desechos, y la producción de alimentos hacia prácticas sostenibles utilizando métodos de ecología de sistemas y ecología industrial.